# Радиочувствительность
Радиочувствительность — восприимчивость клеток, тканей, органов или организмов к воздействию ионизирующего излучения (для молекул используют термин радиопоражаемость).
Мерой радиочувствительности служит доза излучения, вызывающая определённый уровень гибели облучаемых объектов:
- для инактивации клеток — показатель D37 или D0 на кривой выживаемости;
- для организмов — доза, вызывающая гибель 50 % особей за определённый срок наблюдения (LD50) .
Использование радиопротекторов или радиосенсибилизаторов (в том числе, кислорода) модифицирует радиочувствительность здоровых или опухолевых клеток.

Количественной характеристикой любого радиомодифицирующего эффекта является «фактор изменения дозы» (ФИД), который рассчитывают как отношение равноэффективных доз облучения в присутствии и отсутствии радиомодифицирующего агента. При этом независимо от направления модифицирующего воздействия (то есть усиления или ослабления лучевого эффекта) берётся отношение большей дозы к меньшей. В случае кислородного эффекта величину ФИД часто называют коэффициентом кислородного усиления (ККУ) (Oxygen Enhancement Ratio — OER).
При общем облучении животных отмечается ступенчатый характер их гибели в определённых диапазонах доз, вследствие выхода из строя определённых критических органов или систем, ответственных за выживание в этих дозовых диапазонах, что проявляется в виде трех основных радиационных синдромов — костномозгового, кишечного и церебрального.
Развитие радиационных синдромов определяется цитокинетическими параметрами соответствующих самообновляющихся клеточных систем — кроветворения, тонкого кишечника и центральной нервной системы (ЦНС).
Костный мозг и кишечник — типичные примеры активно обновляющихся радиочувствительных клеточных систем, а ЦНС — напротив, наименее делящихся (стационарных) радиорезистентных органов.
Радиочувствительность организма наиболее часто определяется поражением костного мозга, так как критической системой, ответственной за выживание при дозах до 10 Гр, является кроветворение. Критическим органом в следующем диапазоне от 10 до 100 гр. оказывается тонкий кишечник.
Клеточными детерминантами, определяющими степень радиационного поражения обеих критических самообновляющихся систем, являются стволовые клетки костного мозга и кишечника.
Развивающиеся в ближайшие сроки после облучения в определённых (пороговых) дозах клинически значимые лучевые реакции, связанные с клеточным опустошением активно пролиферирующих систем самообновления, объединяются термином детерминированные эффекты (или тканевые реакции).
Временные, легко восполнимые клеточные утраты при меньших дозах, не вызывающие клинически значимых реакций организма, относятся к квазидетерминированным эффектам.
Тканевая радиочувствительность — понятие относительное. В радиорезистентных стационарных или слабо пролиферирующих органах и тканях под влиянием облучения возникают (сохраняются, консервируются) скрытые типичные радиационные повреждения, в частности, хромосомные аберрации, которые могут быть выявлены в условиях активации клеточного деления, например, в процессе посттравматический регенерации.
Лучевые поражения, развивающиеся в отдалённые сроки после облучения вследствие отмирания функциональных клеток слабо пролиферирующих тканей, таких как сосуды, кости и нервы, относятся к поздним детерминированным эффектам.
Органная радиочувствительность зависит от радиочувствительности тканей, которые этот орган образуют.
Критерии:
- масса органа уменьшается
- уменьшение функциональной активности (при острой лучевой болезни – мышечная слабость)
- опустошение органа специфическими клетками (при облучении лёгких 60 гр. возникает пневмосклероз на месте опухоли).

Классификация органов по радиочувствительности.
- самые радиочувствительные (лимфоидные органы, красный костный мозг, гонады, тонкий кишечник)
- средняя степень радиочувствительности (кожа, эндокринные железы)
- радиорезистентные (печень, почки, головной мозг)